# ایمان شبل
ایمان شبل (زادهٔ ۲۵ مارس ۱۹۹۵) بازیکن فوتبال اهل الجزایر است.
وی همچنین در تیم ملی فوتبال الجزایر بازی کرده‌است.